# Bianca Ghelber
Bianca Florentina Ghelber (născută Perie; n. 1 iunie 1990, Roman, Neamț, România) este o aruncătoare de ciocan română, medaliată cu aur la Europenele din 2022.

## Carieră
Este triplă campioană mondială de junioare, între 2005 și 2007, și dublă campioană europeană de junioare în 2007 și 2008. Recordul său personal a fost de 73,52 de metri, realizat în iulie 2010 în București. 
La Campionatele Europene de tineret din (U23) din 2011 a câștigat medalia de aur și la Campionatul Mondial din același an obținut locul 6. Apoi a fost numită cea mai bună atletă română al anului de Federația Română de Atletism (FRA). În 2012 a fost declarată cetățean de onoare al municipiului Roman.
Apoi sportiva s-a căsătorit și a devenit mamă. În anul 2021 Bianca Ghelber s-a calificat pentru Jocurile Olimpice de la Tokio prin locul ocupat în clasamentul mondial. A obținut locul 6 cu o aruncare de 74,18 de metri, stabilind un nou record personal. Apoi a fost numită cea mai bună atletă română al anului de Federația Română de Atletism.
La Campionatul Mondial din 2022 s-a clasat din nou pe locul 6. Tot în 2022 sportiva a cucerit medalia de aur la Campionatul European de la München în fața polonezei Ewa Różańska și a italiencei Sara Fantini. A fost primul titlu european pentru atletismul românesc după 20 de ani și după aceea a fost desemnată atleta anului de către FRA.
În 2023 a câștigat medalia de argint la Jocurile Europene și la Campionatul Mondial de la Budapesta a obținut locul șapte. Anul următor a particpat la Jocurile Olimpice. La Paris a obținut locul 9.
Este antrenată de Mihaela Melinte, fostă campioană mondială la probă de aruncare a ciocanului.

## Realizări
| An   | Competiție                               | Locație                   | Loc | Note    |
| ---- | ---------------------------------------- | ------------------------- | --- | ------- |
| 2005 | Campionatul Mondial de Juniori (sub 18)  | Marrakech, Maroc          | 1   | 62,27 m |
| 2006 | Campionatul Mondial de Juniori (sub 20)  | Beijing, China            | 1   | 67,38 m |
| 2007 | Campionatul Mondial de Juniori (sub 18)  | Ostrava, Cehia            | 1   | 64,61 m |
| 2007 | Campionatul European de Juniori (sub 20) | Hengelo, Olanda           | 1   | 64,35 m |
| 2007 | Campionatul Mondial                      | Osaka, Japonia            | 27  | 64,18 m |
| 2008 | Campionatul Mondial de Juniori (sub 20)  | Bydgoszcz, Polonia        | 1   | 67,95 m |
| 2008 | Jocurile Olimpice                        | Beijing, China            | 16  | 68,21 m |
| 2009 | Universiada                              | Belgrad, Serbia           | 6   | 68,16 m |
| 2009 | Campionatul Mondial                      | Berlin, Germania          | 19  | 68,47 m |
| 2009 | Jocurile Francofoniei                    | Beirut, Liban             | 2   | 67,67 m |
| 2010 | Campionatul European                     | Barcelona, Spania         | 4   | 71,62 m |
| 2011 | Campionatul European de Tineret (sub 23) | Ostrava, Cehia            | 1   | 71,59 m |
| 2011 | Universiada                              | Shenzhen, China           | 2   | 71,18 m |
| 2011 | Campionatul Mondial                      | Daegu, Coreea de Sud      | 6   | 72,04 m |
| 2012 | Campionatul European                     | Helsinki, Finlanda        | 9   | 67,24 m |
| 2012 | Jocurile Olimpice                        | Londra, Regatul Unit      | 17  | 68,34 m |
| 2013 | Universiada                              | Kazan, Rusia              | 2   | 68,94 m |
| 2013 | Campionatul Mondial                      | Moscova, Rusia            | 11  | 71,25 m |
| 2013 | Jocurile Francofoniei                    | Nisa, Franța              | 2   | 70,41 m |
| 2014 | Campionatul European                     | Zürich, Elveția           | 7   | 69,26 m |
| 2017 | Jocurile Francofoniei                    | Abidjan, Coasta de Fildeș | 1   | 67,79 m |
| 2017 | Campionatul Mondial                      | Londra, Regatul Unit      | 24  | 65,07 m |
| 2018 | Campionatul European                     | Berlin, Germania          | 19  | 66,17 m |
| 2019 | Campionatul Mondial                      | Doha, Qatar               | 18  | 68,65 m |
| 2021 | Jocurile Olimpice                        | Tokio, Japonia            | 6   | 74,18 m |
| 2022 | Campionatul Mondial                      | Eugene, Statele Unite     | 6   | 72,26 m |
| 2022 | Campionatul European                     | München, Germania         | 1   | 72,72 m |
| 2023 | Jocurile Europene                        | Chorzów, Polonia          | 2   | 72,97 m |
| 2023 | Campionatul Mondial                      | Budapesta, Ungaria        | 7   | 73,70 m |
| 2024 | Campionatul European                     | Roma, Italia              | 20  | 66,70 m |
| 2024 | Jocurile Olimpice                        | Paris, Franța             | 9   | 72,36 m |

## Recorduri personale
| Probă                | Performanță | Dată          | Locație |
| -------------------- | ----------- | ------------- | ------- |
| Aruncarea ciocanului | 74,18 m     | 3 august 2021 | Tokio   |